# Saint-Paul-lès-Dax
Saint-Paul-lès-Dax ist eine französische Gemeinde mit 14.114 Einwohnern (Stand: 1. Januar 2022) im Département Landes in der Region Nouvelle-Aquitaine.
Die Bewohner heißen Saint-Paulois(es).

## Geografie

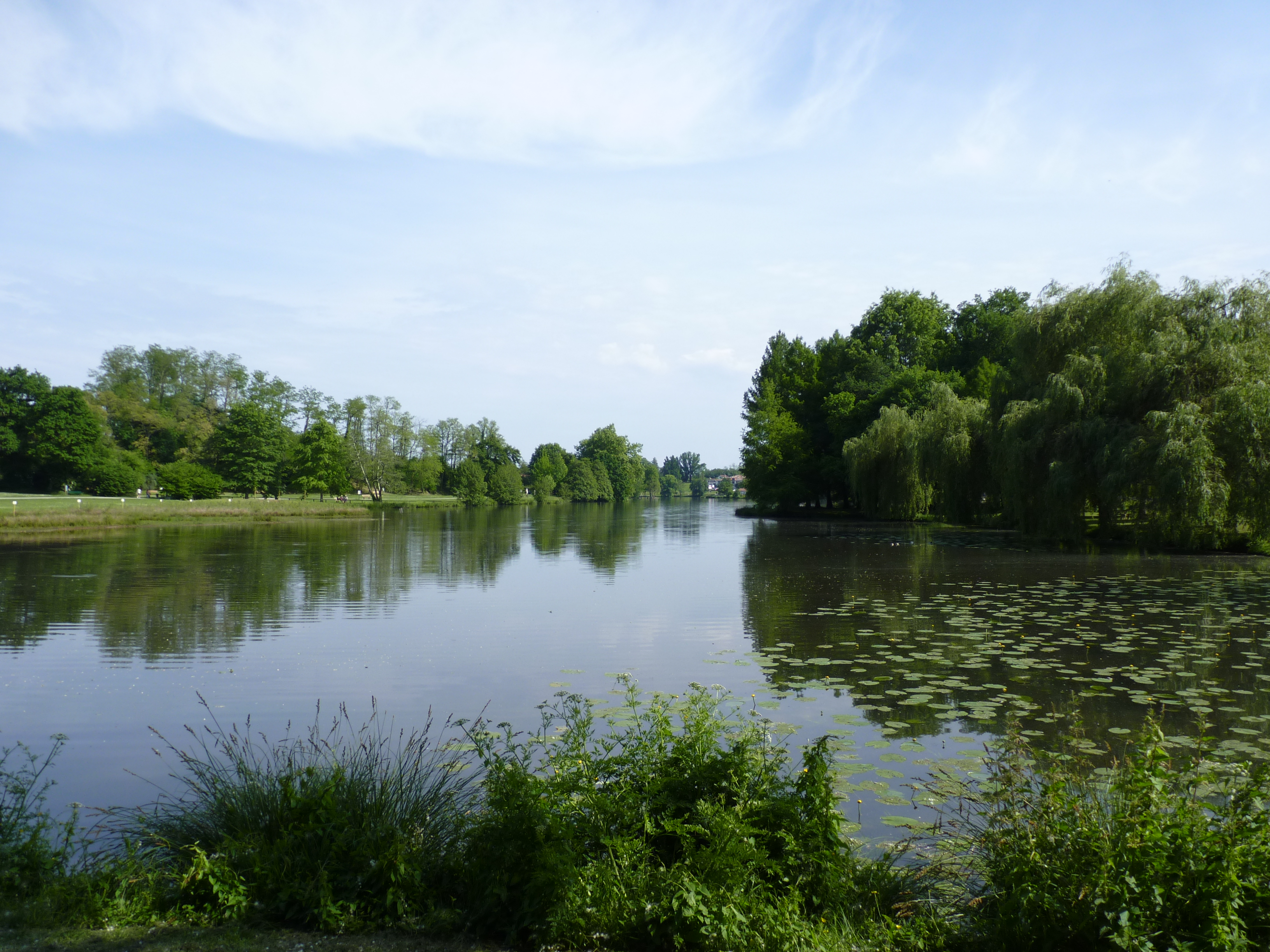
Lac de Christus

Der Ort liegt im Marensin, einer Küstenregion der Landes. Bis zur Küste des Golfs von Biskaya sind es 20 Kilometer. Saint-Paul-lès-Dax befindet sich unmittelbar am nördlichen Stadtrand von Dax; der Adour bildet die südliche Gemeindegrenze. Mitten im Gemeindegebiet liegt der Lac de Christus, der in den Adour entwässert.
Die Gemeinde ist umgeben von Herm im Nordwesten, Gourbera im Norden, Saint-Vincent-de-Paul im Nordosten und Osten, Yzosse im Südosten, Dax im Süden, Mées im Südwesten und Magescq im Westen und Nordwesten.
Durch den Ort führt die Via Turonensis, der nördlichste Jakobsweg.

## Bevölkerungsentwicklung
| Jahr                       | 1962 | 1968 | 1975 | 1982 | 1990 | 1999   | 2006   | 2018   |
| Einwohner                  | 5037 | 5795 | 8220 | 9028 | 9452 | 10.226 | 11.830 | 13.436 |
| Quellen: Cassini und INSEE |      |      |      |      |      |        |        |        |

## Kultur und Sehenswürdigkeiten

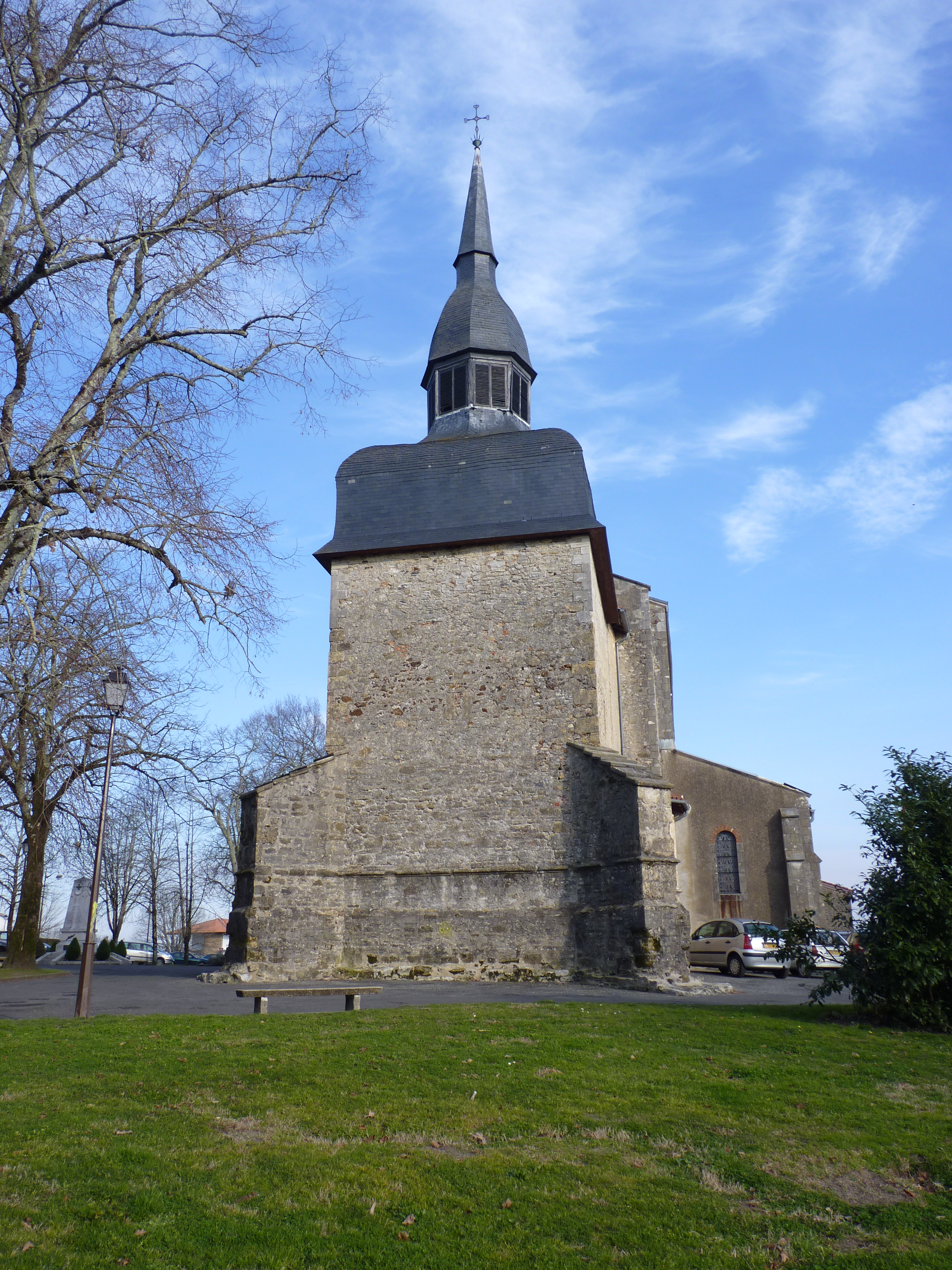
Kirche Saint-Paul

- Kirche Saint-Paul aus dem 12. Jahrhundert
- Maison de Pierre Benoit
- Mühle von Poustagnacq

Im November findet das Europäische Festival der Zirkusartisten statt.

## Persönlichkeiten
- Didir Datcharry (1958–2018), Jazzpianist
- Henriette Jelinek (1923–2007), Schriftstellerin
- Pierre Benoit (1886–1962), Schriftsteller
- Maurice Boyau (1888–1918), Flieger

## Gemeindepartnerschaften
- Caldes de Montbul, Katalonien, Spanien, seit 2012
- Amares, Portugal, seit 1990 (allerdings noch nicht unterzeichnet)